# Nationalversammlung (Benin)
Die Nationalversammlung (fr.: Assemblée Nationale du Bénin)  ist das Parlament im Einkammersystem des westafrikanischen Staates Benin. Die Nationalversammlung besteht aus 83 Abgeordneten. Sie ist nach dem Präsidenten die zweitwichtigste Institution des Staates. Zurzeit findet die achte Legislaturperiode statt.

## Geschichte
Der Vorläufer der Nationalversammlung wurde offiziell im Unabhängigkeitsprozess am 18. Februar 1959 gegründet. Diese Institution wurde nach Erlangen der vollen staatlichen Souveränität am 4. November 1960 durch die Verfassungsgebende Versammlung Benins abgelöst. Diese verabschiedete am 26. November 1960 die erste Verfassung des neuen westafrikanischen Landes. Diese wurde schließlich Anfang 1964 durch eine neue Versammlung abgelöst, die wiederum am 11. Januar 1964 eine neue Verfassung mit weiteren Rechten für die Legislative verabschiedete. Es folgte eine sozialistische Wende im politischen Leben und ein Einparteiensystem wurde eingeführt, welches mit Ausschluss des Parlamentes regierte. Jedoch wurde nach der Einführung einer neuen Verfassung im Jahr 1974 das Parlament wiedereingesetzt und in Revolutionäre Volksversammlung Benins (fr.: Assemblée Nationale Révolutionnaire) umbenannt. Nach der Revolution im Jahr 1990 wurde übergangsweise vom 28. Februar 1990 bis zum 31. März 1991 der Hohe Rat der Republik (fr.: Haut Conseil de la République) eingesetzt. Danach folgte die bis heute existierende Nationalversammlung.

## Wahlsystem
Die Zusammensetzung des Parlaments wird alle vier Jahre nach dem Verhältniswahlrecht bestimmt. Das momentan gültige Wahlrecht stammt vom 15. Januar 1995. Dieses legt fest, dass die 83 Abgeordnete des Parlaments in 24 verschiedenen Wahlkreisen gewählt werden. Wählen dürfen alle Staatsbürger Benins, die das 18. Lebensjahr erreicht haben und im vollen Besitz ihrer gesellschaftlichen und politischen Rechte sind. Abgeordnete des Parlaments müssen das 25. Lebensjahr erreicht haben, in Benin geboren sein und seit mindestens einem Jahr dort wohnen.
Im November 2019 beschloss das nur aus regierungstreuen Parteien bestehende Parlament eine Verfassungsänderung, nach der das Parlament auf 109 Sitze vergrößert und die Legislaturperiode ab 2026 auf fünf Jahre verlängert werden soll. Die Parlamentswahlen sollen dann zeitgleich mit den Präsidentschaftswahlen stattfinden. Die nächste Wahl soll regulär 2023 stattfinden, die Legislaturperiode dann aber einmalig nur drei Jahre betragen.

## Wahlen 2015
Bei den Wahlen vom 26. April 2015 zogen insgesamt elf Parteien ins Parlament ein.
| Partei                                                         | Stimmen   | %     | Sitze | ±   |
| -------------------------------------------------------------- | --------- | ----- | ----- | --- |
| Forces Cauris pour un Bénin émergent (FCBE)                    | 889,362   | 30.19 | 33    | −10 |
| L' Union fait la Nation (UN)                                   | 422,715   | 14.35 | 13    | −17 |
| Parti du Renouveau démocratique (PRD)                          | 411,463   | 10.57 | 10    | –   |
| Alliance Renaissance du Benin - Réveil patriotique (RB-RP)     | 208,909   | 7.09  | 7     | –   |
| Alliance National pour la démocratie et le développement (AND) | 225,145   | 7.64  | 5     | –   |
| Alliance Soleil                                                | 196,119   | 6.66  | 4     | +2  |
| Forces démocratiques unies (FDU)                               | 117,970   | 4.00  | 4     | –   |
| Alliance pour un Bénin Triomphant (ABT)                        | 108,915   | 3.70  | 2     | –   |
| Alliance Eclaireur                                             | 100,741   | 3.42  | 2     | –   |
| Union pour le Bénin (UB)                                       | 85,363    | 2.90  | 2     | 0   |
| Parti Résoatao                                                 | 63,668    | 2.16  | 1     | Neu |
| Andere                                                         | 115,672   | –     | –     | –   |
| Total                                                          | 2,946,042 | 100   | 83    | 0   |
| Wahlbeteiligung                                                |           | 65.92 | –     | –   |
| Quelle: Verfassungsgericht von Benin (Sitzverteilung)          |           |       |       |     |

## Wahlen 2019
Die Parlamentswahlen vom April 2019 galten nicht als frei und fair, da die Opposition durch ein neues Wahlrecht faktisch ausgeschlossen wurde. Im Ergebnis zogen lediglich zwei regierungsnahe Parteien ins Parlament ein, die Progressive Union mit 47 Sitzen und der Republikanische Block mit 36 Sitzen.

## Präsidenten
Der Präsident der Nationalversammlung wird von allen Abgeordneten des Parlamentes in geheimer Wahl bestimmt. Er stellt nach dem Staatspräsidenten die zweitwichtigste Person im Staat dar. Im Fall eines Ausfalls des Staatsoberhauptes übernimmt der Präsident der Nationalversammlung nach Artikel 50. der Verfassung Benins seine Aufgaben.
| Nr.                                             | Kammer                                    | Legislatur           | Name                      | Amtszeit                     |
| ----------------------------------------------- | ----------------------------------------- | -------------------- | ------------------------- | ---------------------------- |
| 1                                               | Übergangsparlament                        |                      | Justin Ahomadégbé         | April 1959 – November 1960   |
| 2                                               | Verfassungsgebende Versammlung            |                      | Valentin Djibodé Akplogan | November 1960 – Oktober 1963 |
| 3                                               | Übergangsparlament                        |                      | Tahirou Congacou          | Januar 1964 – November 1965  |
| 4                                               | Assemblée Nationale Révolutionnaire (ANR) | 1. Legislaturperiode | Ignace Adjo Boco          | Februar 1982 – Oktober 1982  |
| 5                                               | Assemblée Nationale Révolutionnaire (ANR) | 2. Legislaturperiode | Romain Vilon-Guezo        | Juli 1984 – Februar 1989     |
| 6                                               | Assemblée Nationale Révolutionnaire (ANR) | 3. Legislaturperiode | Ignace Adjo Boco          | Juli 1989 – Februar 1990     |
| 7                                               | Assemblée Nationale du Benin              | 1. Legislaturperiode | Adrien Houngbédji         | April 1991 – März 1995       |
| 8                                               | Assemblée Nationale du Benin              | 2. Legislaturperiode | Bruno Amoussou            | April 1995 – April 1999      |
| 9                                               | Assemblée Nationale du Benin              | 3. Legislaturperiode | Adrien Houngbédji         | April 1999 – April 2003      |
| 10                                              | Assemblée Nationale du Benin              | 4. Legislaturperiode | Ignace Adjo Boco          | April 2003 – April 2007      |
| 11                                              | Assemblée Nationale du Benin              | 5. Legislaturperiode | Mathurin Nago             | April 2007 – April 2011      |
| 12                                              | Assemblée Nationale du Benin              | 6. Legislaturperiode | Mathurin Nago             | April 2011 – April 2015      |
| 13                                              | Assemblée Nationale du Benin              | 7. Legislaturperiode | Adrien Houngbédji         | seit April 2015              |
| Quelle: Website der Nationalversammlung (Liste) |                                           |                      |                           |                              |